# Loma del Aire, Jalisco
Loma del Aire är en ort i Mexiko.   Den ligger i kommunen Unión de San Antonio och delstaten Jalisco, i den centrala delen av landet, 300 km nordväst om huvudstaden Mexico City. Loma del Aire ligger 1 845 meter över havet och antalet invånare är 184.
Terrängen runt Loma del Aire är en högslätt. Runt Loma del Aire är det ganska glesbefolkat, med 22 invånare per kvadratkilometer. Närmaste större samhälle är San Francisco del Rincón, 16,2 km söder om Loma del Aire. Omgivningarna runt Loma del Aire är en mosaik av jordbruksmark och naturlig växtlighet.